# Mors (Parijs)
Mors is een historisch merk van scooters en motorfietsen.
Societé Nouvelles des Scooters Mors, Paris (1951-1955).
Beroemde Franse fabriek van automobielen en elektrische apparaten, eigendom van de broers Emile en Louis Mors. 
Mors bouwde twee scootermodellen met 115- en 125 cc tweetaktmotoren. Deze werden onder de naam Speed op de markt gebracht. Ze waren al voor de Tweede Wereldoorlog ontwikkeld door Pierre Brissonnet, die ze vanaf 1949 onder die naam ontwikkelde. De productie liet hij over aan Mors die daar in 1951 mee begon. In 1955 verkocht Mors de productierechten aan Alcyon en ging weer elektrische apparaten maken. Het bedrijf werd in de jaren tachtig, toen er al lang geen auto's en motorfietsen meer werden gebouwd, overgenomen door de Nederlander Gé Voortman. Toen hij in 1996 begon met de import van de Chinese Chunlan-motorfietsen bracht hij ze onder de merknaam Mors op de markt. Zie ook Mors (Liaoning) en Mors (Nederland).